# Rosersberg (stacja kolejowa)
Rosersberg – stacja kolejowa w Rosersberg, w Gminie Sigtuna, w regionie Sztokholm, w Szwecji. Znajduje się na Ostkustbanan, 31,4 km od Dworca Centralnego w Sztokholmie. Stacja posiada jeden peron wyspowy, który jest połączony z przejściem podziemnym dla pasażerów. Stacja obsługuje około 1 000 osób dziennie. 

## Historia
Oryginalna stacja została otwarta w 1866 roku, gdy Norra stambanan (część linii obecnej jako Norra stambanan) została otwarta. Na tej trasie kursowały pociągi do Uppsali. Niektóre z lokalnych pociągów rejonu Sztokholmu, która wcześniej miały swój koniec w Upplands Vasby, zostały przedłużone w 1940 do Märsta. 
SL w 1967 r. przejęła odpowiedzialność za lokalne przewozy pasażerskie w regionie Sztokholmu i nowoczesne pociągi podmiejskie, w wyniku przekształcenia stacji. Kolejne zmiany nastąpiły w latach 80.

## Linie kolejowe
- Ostkustbanan

## Linie autobusowe
- Linia 538 Rotebro station–Arlanda
- Linia 576 Märsta station–Löwenströmska sjukhuset
- Linia 585 Ekillaskolan–Gillermossen

## Galeria

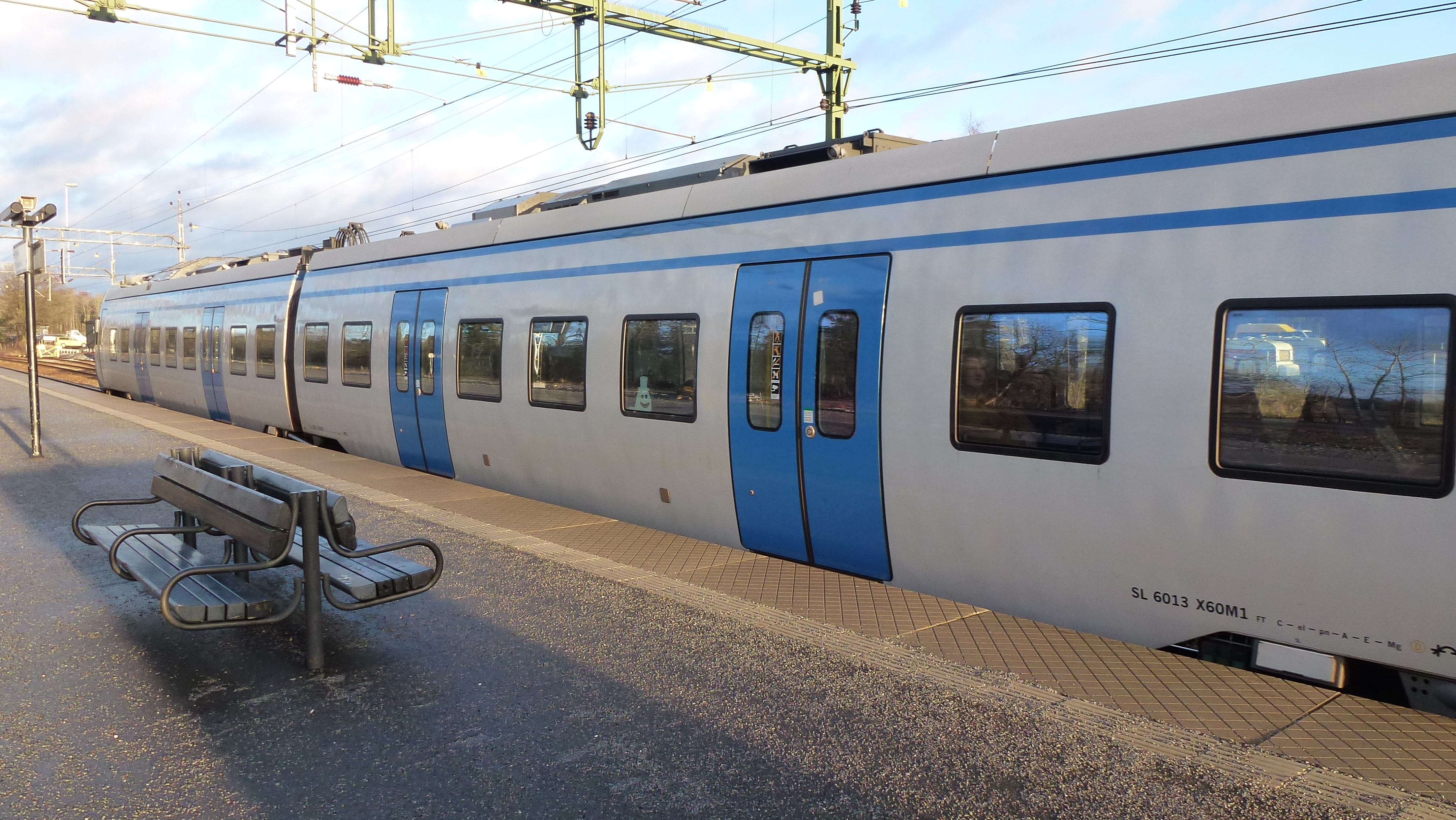
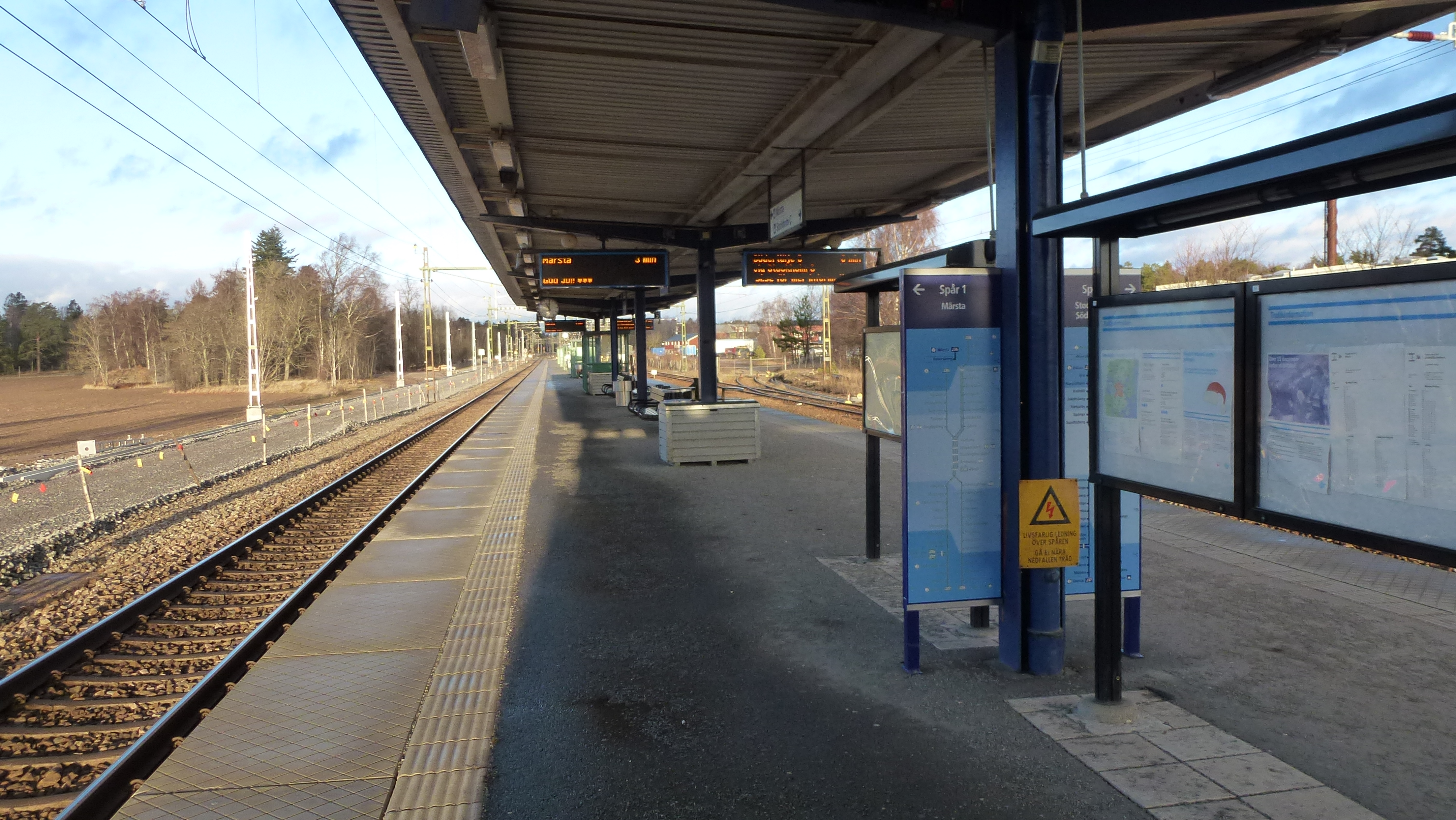
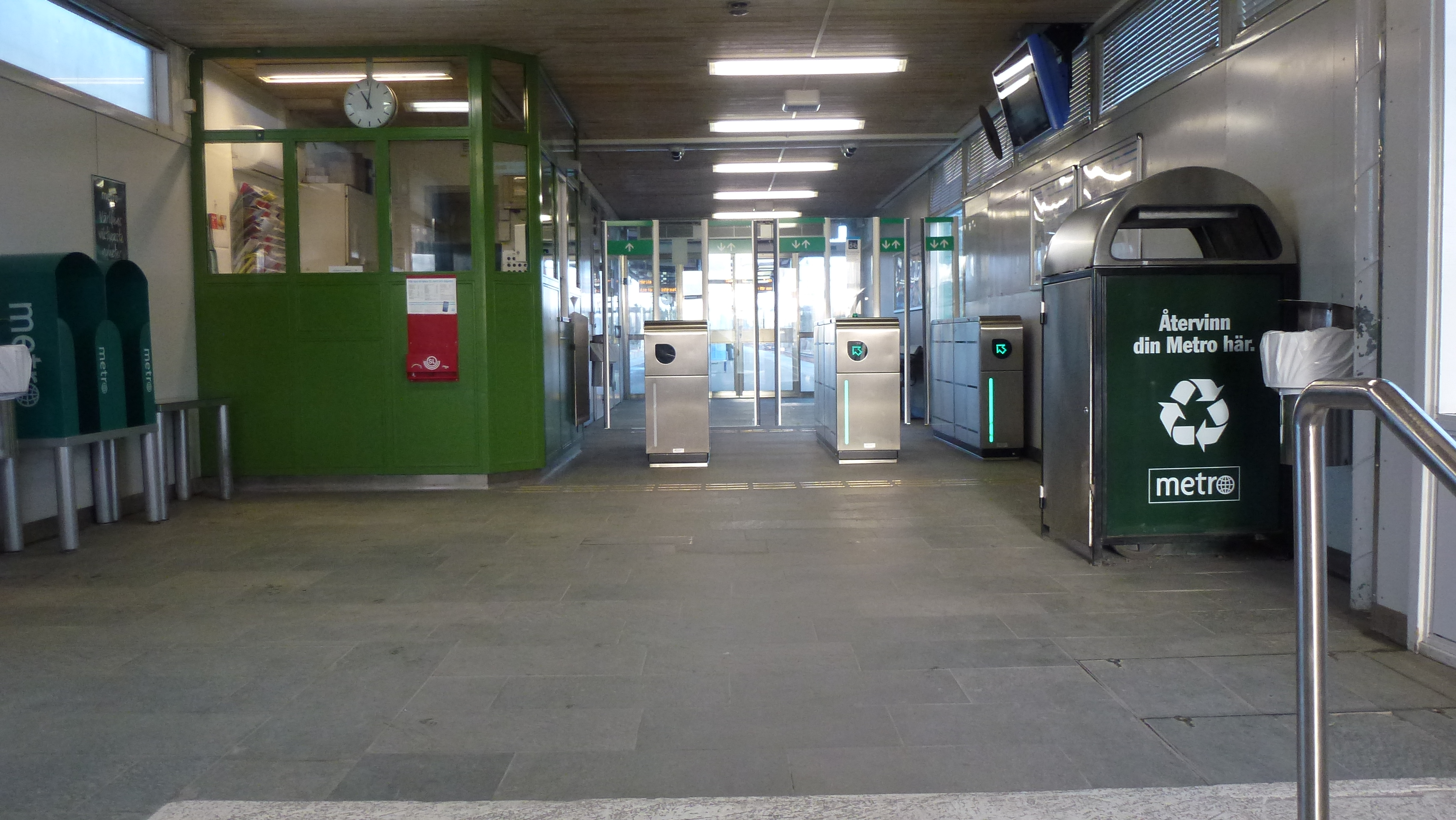
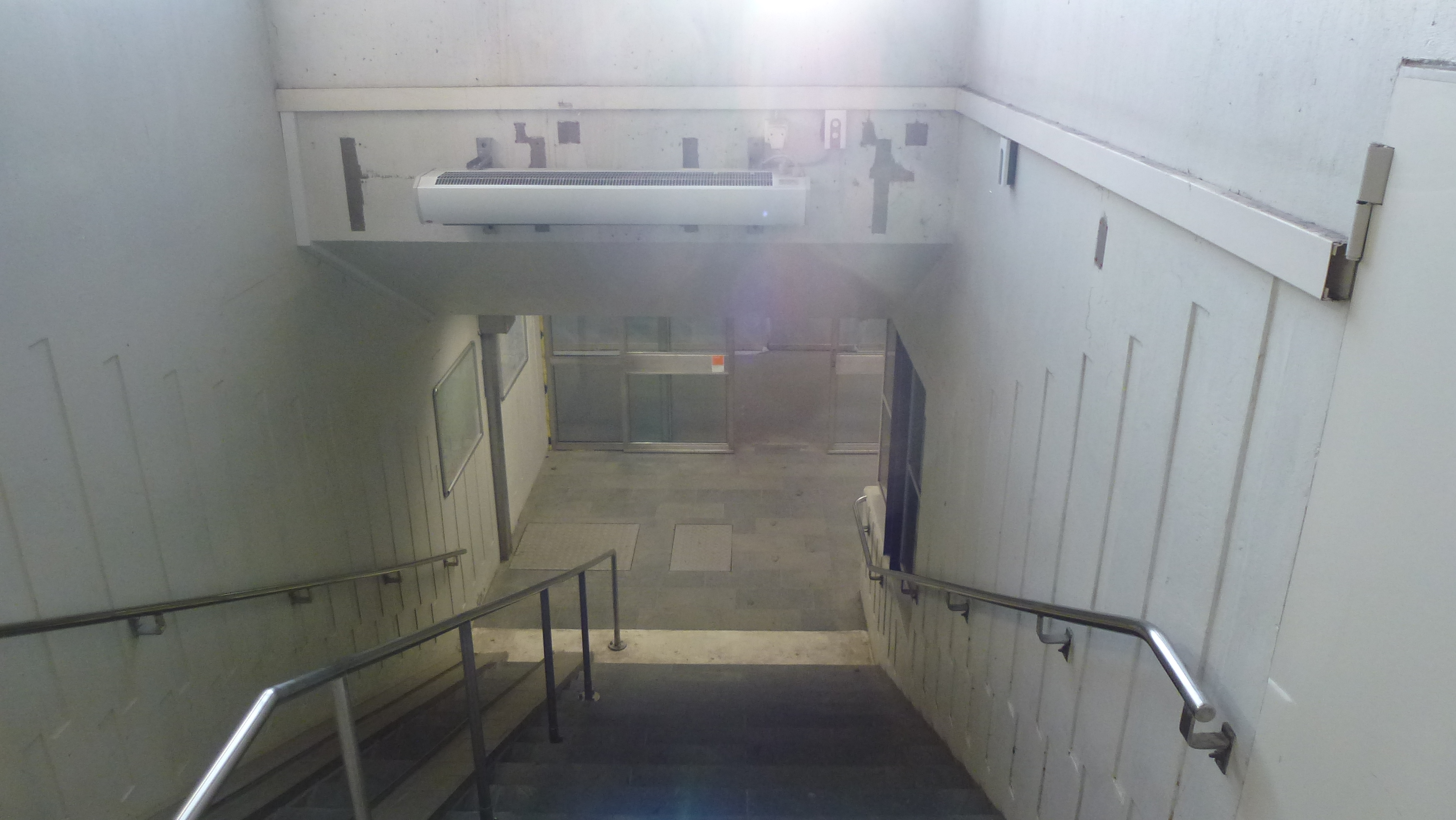
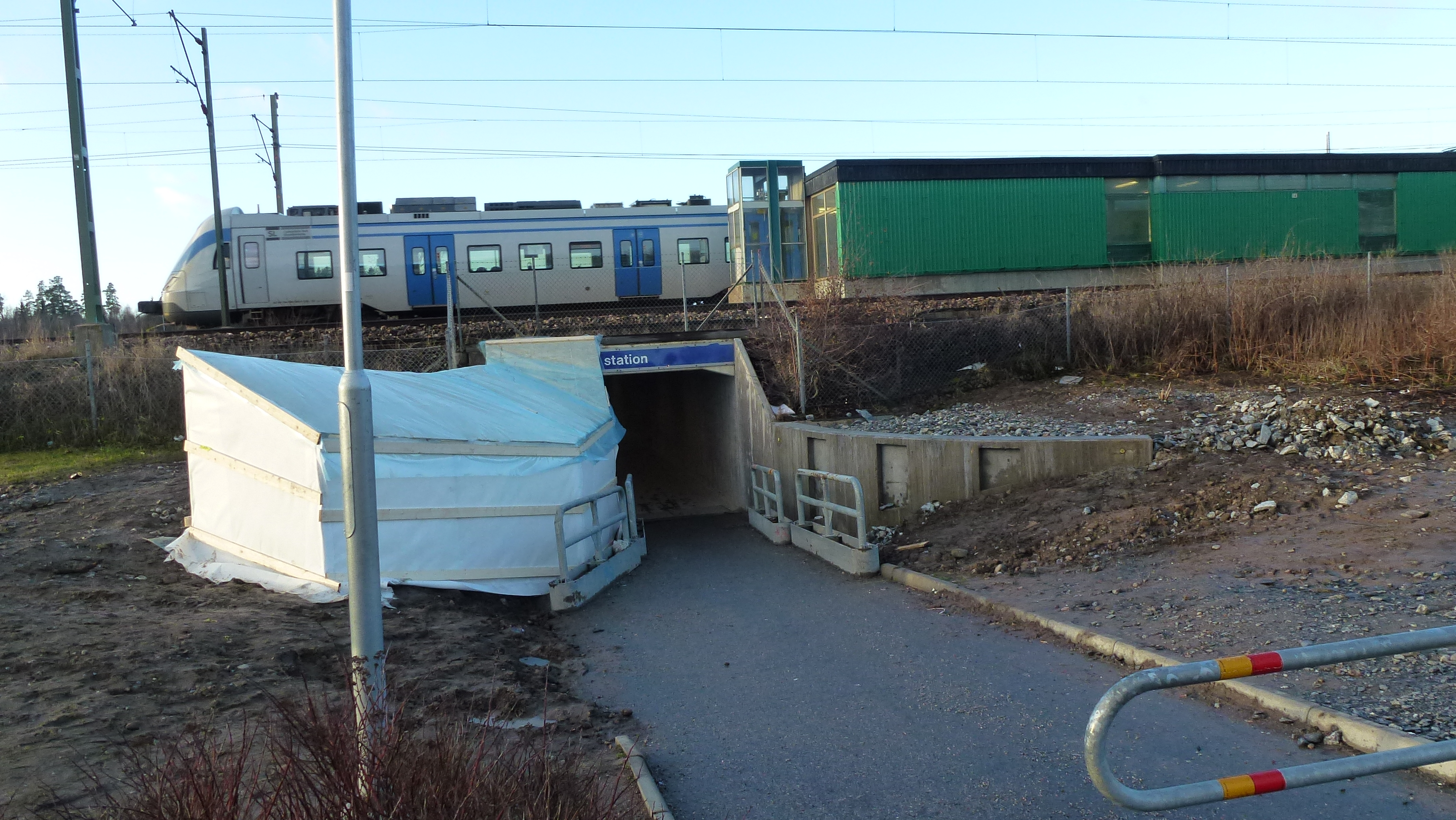
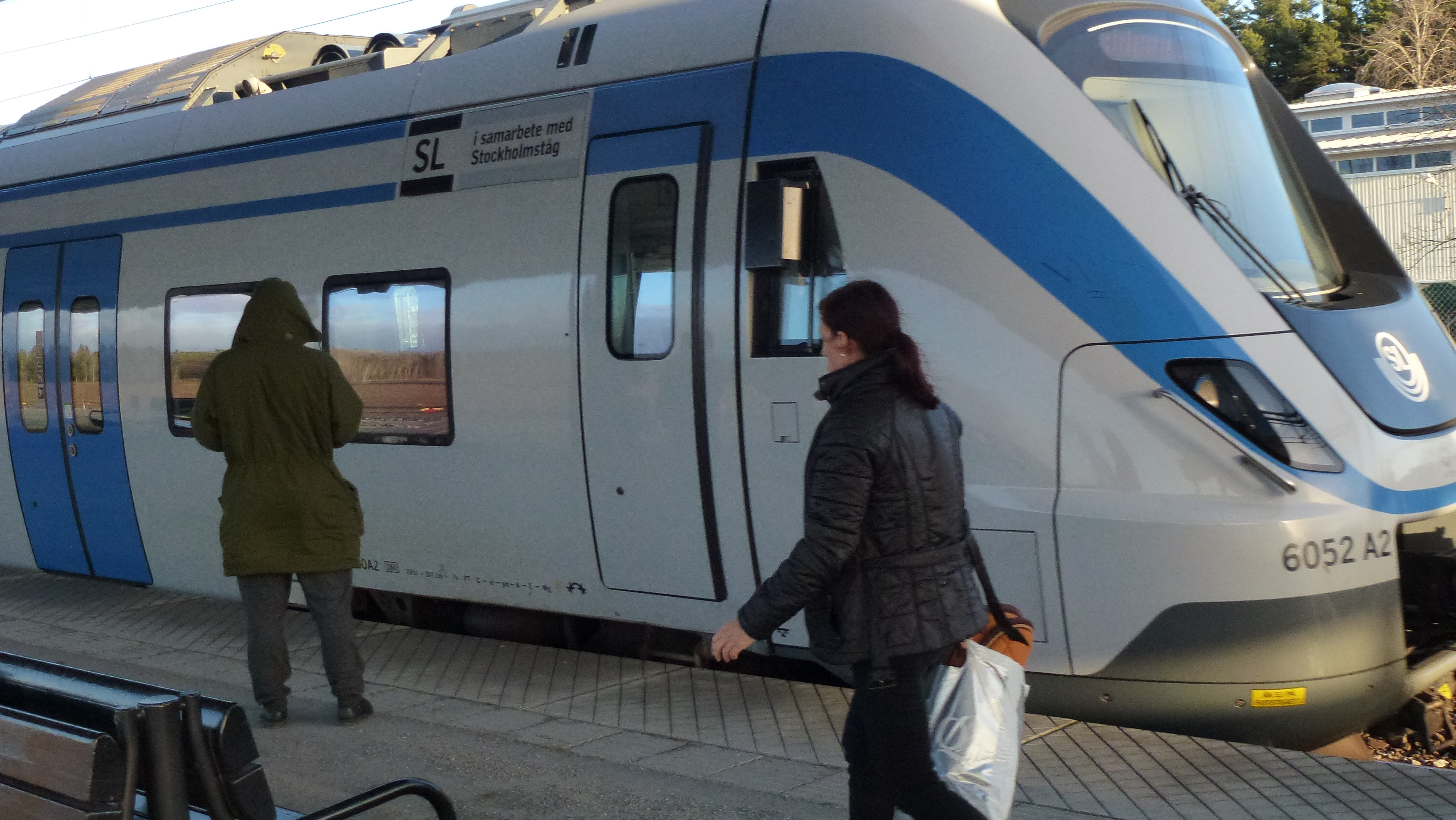
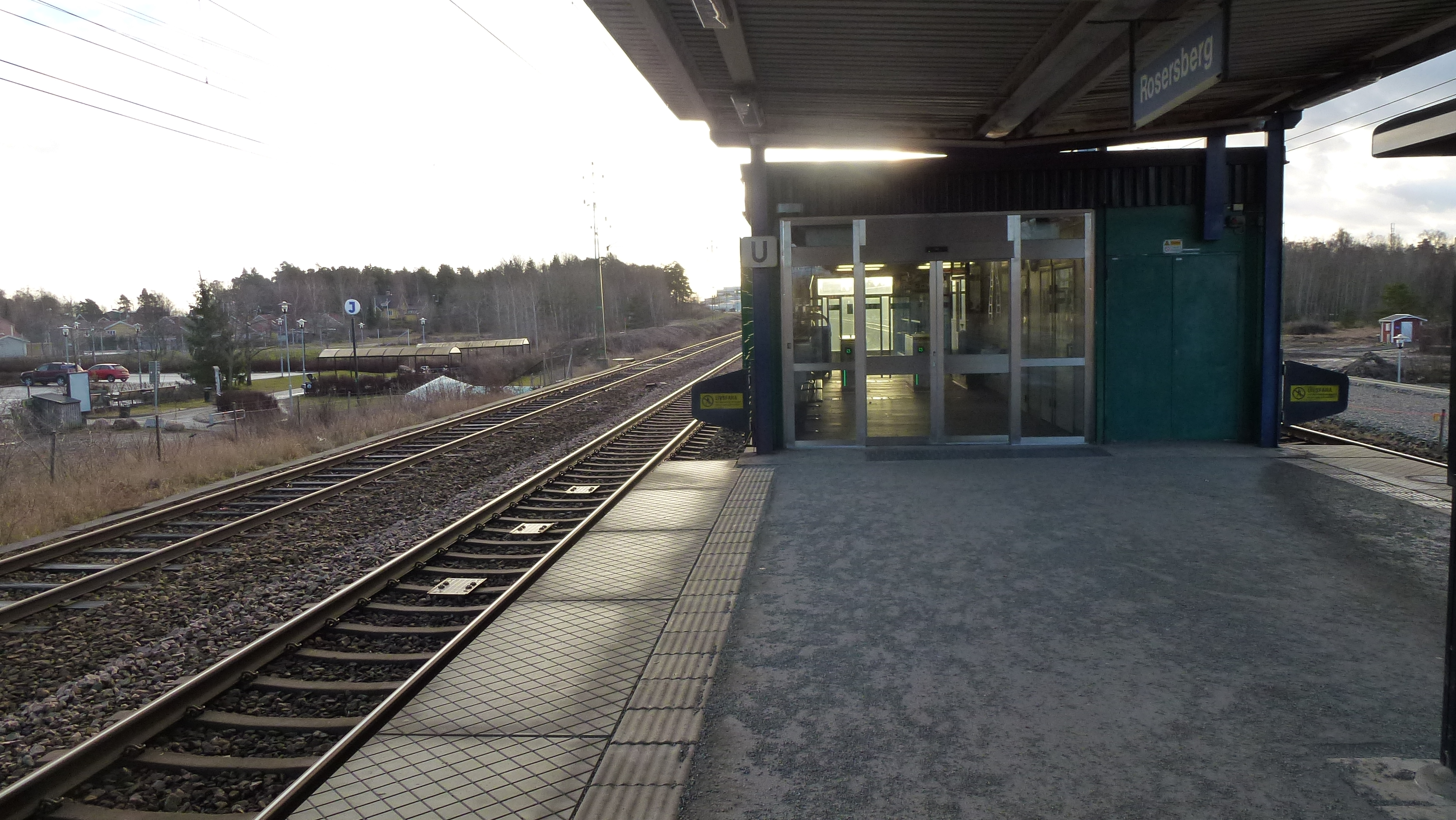
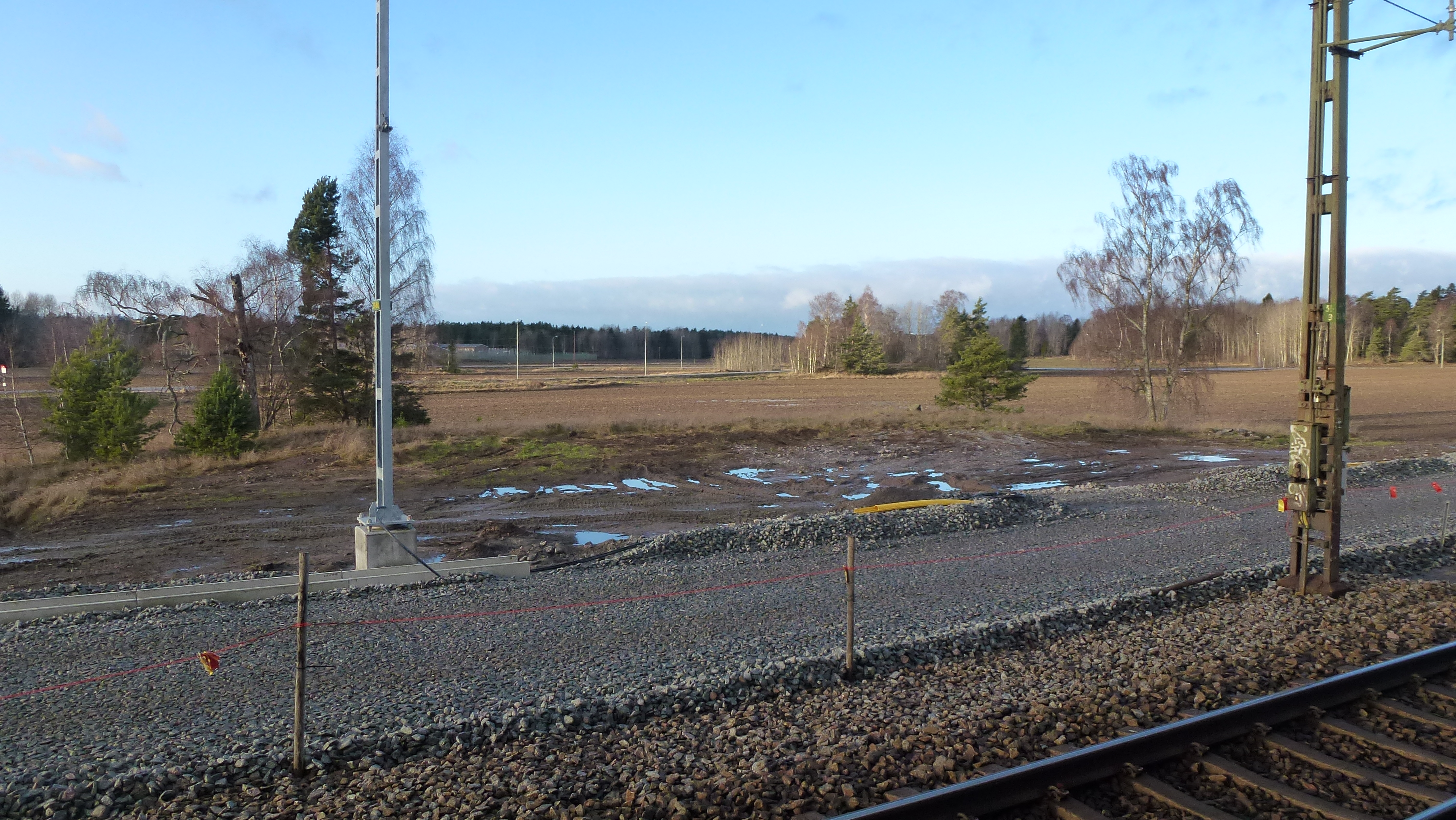